# Callum McManaman
Callum Henry McManaman (ur. 25 kwietnia 1991 w Huyton) – angielski piłkarz występujący na pozycji napastnika w West Bromwich Albion.